# Cubo de Bureba
Cubo de Bureba est une commune d'Espagne dans la communauté autonome de Castille-et-León, province de Burgos. Elle s'étend sur 9,083 km2 et comptait environ 117 habitants en 2011.